# Sprachlicher Idealismus
Die Bezeichnung Sprachlicher Idealismus (auch Linguistischer Idealismus; englisch linguistic idealism) umfasst sprachphilosophische Positionen, denen zufolge Realität zumindest in Teilen sprachlich erzeugt wird. Im Extremfall bestreitet der Sprachliche Idealismus das Bestehen einer sprachunabhängigen Wirklichkeit. Dem gegenüber gehen Vertreter des Sprachlichen Realismus davon aus, dass Sprache in einer Referenzbeziehung zu einer außersprachlichen Realität steht, das heißt, dass durch Sprache nicht Wirklichkeit erzeugt, sondern auf schon bestehende Wirklichkeit Bezug genommen wird. Letztlich versuchen beide Ansätze also eine Antwort auf die grundsätzliche Frage zu finden, in welcher Beziehung Sprache und Wirklichkeit zueinander stehen.

## Humboldts Sprachlicher Idealismus
Bereits Wilhelm von Humboldts (1767–1835) Auffassung von der Sprache als Ergon (Werk) und Energeia (Tätigkeit) lässt sich dem Sprachlichen Idealismus zurechnen. Mit dieser von Aristoteles entliehenen Unterscheidung versucht Humboldt zum Ausdruck zu bringen, dass sprachliche Ausdrücke nicht einfach bestimmten Gegenständen zugeordnet werden, sondern dass sich Gegenständliches erst innerhalb der Sprache bilden kann. Unsere Vorstellung von der Wirklichkeit ist geprägt von unserer Art und Weise über Wirklichkeit zu sprechen. Nach Humboldt formen linguistische Kategorien wie Morphologie, Syntax oder Semantik bereits die jeweilige „Weltansicht“, die Sprecher einer gemeinsamen Sprache teilen. Der Ausdruck „Ergon“ bezeichnet den statischen Bestand einer Sprache an bereits gewonnenen Weltansichten. Dieser Bestand ist in Form von Begriffen verfügbar und regelt den Sprachgebrauch einer jeweiligen Sprache. „Energeia“ bezeichnet dagegen den wirklichkeitsschaffenden Anteil der Sprache.

„Die Sprache in ihrem wirklichen Wesen aufgefaßt, ist etwas beständig und in jedem Augenblicke Vorübergehendes. Selbst ihre Erhaltung durch die Schrift ist immer nur eine unvollständige, mumienartige Aufbewahrung, die es doch erst wieder bedarf, daß man dabei den lebendigen Vortrag zu versinnlichen sucht. Sie selbst ist kein Werk (Ergon), sondern eine Tätigkeit (Energeia). Ihre wahre Definition kann daher nur eine genetische sein. Sie ist nämlich die sich ewig wiederholende Arbeit des Geistes, den artikulierten Laut zum Ausdruck des Gedanken fähig zu machen. Unmittelbar und streng genommen, ist dies die Definition des jedesmaligen Sprechens; aber im wahren und wesentlichen Sinne kann man auch nur gleichsam die Totalität dieses Sprechens als Sprache ansehen.“

Humboldt widerspricht mit dieser Konzeption einer realistischen Sprachauffassung, der zufolge sprachliche Ausdrücke einfach (schriftliche oder lautliche) Zeichen für unvermittelt wahrgenommene Gegenstände sind. Humboldts Sprachlicher Idealismus kann als eine sprachphilosophische Reformulierung des Transzendentalen Idealismus Immanuel Kants betrachtet werden. Wie für Kant sind für Humboldt die Gegenstände unserer Wahrnehmung nicht die Dinge an sich, sondern immer nur Erscheinungen, d. h. von den Möglichkeitsbedingungen der Erfahrung vorstrukturierte Wahrnehmung. Für das Denken wird Wahrnehmung erst durch Begriffe verfügbar. Nach Humboldt können Begriffe aber nicht ohne Sprache gebildet werden. Somit ist die Wirklichkeit oder zumindest unsere Auffassung von ihr wesentlich sprachabhängig.
Die energetische (prozessuale) Sprachauffassung Humboldts wird im 20. Jahrhundert explizit von Ernst Cassirer (1874–1945) geteilt. Auch für Cassirer ist Sprache mehr als ein fertiger Bestand an kommunikativen Mitteln, auf den bei Bedarf zurückgegriffen werden kann. Sprache ist selbst das Mittel, mit dem Wirklichkeit überhaupt erst erschlossen wird. Im Gegensatz zu Humboldt misst Cassirer der kulturellen Technik des Symbolgebrauchs jedoch größere Bedeutung zu. Nach Cassirer wäre die Wahrnehmung ohne eine Möglichkeit der Strukturierung grundsätzlich einem Chaos an sinnlichen Eindrücken ausgesetzt. Dadurch aber, dass wir einzelne Momente der sinnlichen Wahrnehmung benennen, geben wir ihr eine sinnhafte Struktur. Die Benennung selbst geschieht durch die Bindung von einzelnen Wahrnehmungsinhalten an Zeichen. Das sinnliche Zeichen (Symbol) wird damit zum Träger eines nicht-sinnlichen Bedeutungsinhaltes. Die Tätigkeit der Verknüpfung von nicht-sinnlichem Bedeutungsinhalt mit sinnlichem Zeichen nennt Cassirer „symbolische Form“. Zugleich meint „symbolische Form“ aber auch das Ergebnis einer sinnhaften Strukturierung der Wahrnehmung. Die Strukturierung ist aber selbst keine beliebige, sondern für Cassirer sind die symbolischen Formen ganz bestimmte Grundformen des Weltverstehens. Neben der Sprache zählt er auch die Kunst oder die Technik zu den symbolischen Formen.
Problematisch an der von Humboldt und Cassirer geteilten Grundauffassung, dass Sprache wesentlich an einer Generierung von Wirklichkeit beteiligt ist, ist die Tatsache, dass verschiedene Weltansichten oder verschiedene Formen des Weltverstehens möglicherweise nicht miteinander vereinbar sind. In letzter Konsequenz wäre damit den Sprechern einer bestimmten Sprache der Zugang zur Wirklichkeit der Sprecher einer anderen Sprache grundsätzlich verwehrt. Jedoch gehen wir bei unserem alltäglichen Sprachgebrauch davon aus, mit Sprechern unserer eigenen und auch anderer Sprache im Groben ein und dieselbe Wirklichkeitsvorstellung zu teilen. Eine Inkommensurabilität zwischen verschiedenen Weltansichten bringt zudem das Problem mit sich, dass Begriffe wie Wahrheit, Objektivität oder Wirklichkeit selbst nur relativ zu einer Sprache oder Sprechergemeinschaft Bedeutung haben können. Diese Begriffe werden allerdings gerade so verwendet, dass ihre Bedeutung nicht von der Sprache des jeweiligen Sprechers abhängt.

## Sprache und soziale Wirklichkeit
Cassirers akademischer Lehrer Georg Simmel (1858–1918) entwickelt in seiner Philosophie des Geldes (1900) die These, dass das menschliche Denken und die Vorstellung von der Wirklichkeit bestimmend von soziologischen Variablen wie der des Geldes geprägt ist. Sprache spielt hierbei eine entscheidende Rolle. Zunächst geht Simmel davon aus, dass die Tatsache, dass bestimmten Gegenständen bestimmte Werte zugemessen werden, in einer unmittelbaren Empfindung gründet. Wir können den ästhetischen Wert eines Kunstwerkes oder den moralischen Wert einer Handlung empfinden, ohne ihnen erst einen Wert geben zu müssen. Unter ökonomischen Voraussetzungen ändert sich unsere Einstellung jedoch. Dadurch, dass verschiedenen Gegenständen ein ökonomischer Wert gegeben wird, werden sie untereinander vergleichbar und austauschbar. Für Simmel entsteht dadurch im Gegensatz zur objektiven Wirklichkeit, in der Werte nicht im selben Sinne wie Gegenstände existieren, eine zweite Wirklichkeit des Wertes:

„Innerhalb dieses Gebietes aber, gleichviel, wie es sich konstituiert hat, nimmt der ökonomische Wert dieselbe eigenartige Stellung zu den einzelnen Objekten ein, die dem Wert überhaupt zukommt: es ist eine Welt für sich, die die Konkretheit der Objekte nach eigenen, in diesen selbst nicht gelegenen Normen gliedert und rangiert; die Dinge, nach ihrem ökonomischen Werte geordnet und verzweigt, bilden einen ganz anderen Kosmos, als ihre naturgesetzliche, unmittelbare Realität es tut.“

Konstitutiv für diesen „ganz anderen Kosmos“ ist die Sprache. Sprachlich gelingt es uns, soziale Tatsachen wie Geld zu schaffen. Der Begriff der sozialen Tatsache (fait social) geht auf den Soziologen Émile Durkheim (1858–1917) zurück, der die Objektivität einer sozialen Tatsache in dem Zwang begründet sieht, den sie auf jedes einzelne Mitglied einer sozialen Gruppe und seine Handlungen ausübt. Als soziale Tatsache gehört das Geld dem eigentümlichen Bereich der sozialen Ontologie an. Der Wert des Geldes ist nach Simmel nur noch symbolischer Natur und im Grunde an keine materielle Gegenständlichkeit gebunden. Geldscheine oder Münzen sind nicht mehr als technische Hilfsmittel zur Bestimmung eines Wertes, den sie als Gegenstände nicht besitzen. Simmel vergleicht Geld in seiner Funktion sogar dem Begriff: So wie dieser in ideeller Weise alles charakterisiere, wofür er steht, so charakterisiere auch eine bestimmte Geldsumme alle ökonomischen Kauf- und Verkaufsverhältnisse, die sich mit ihr verwirklichen lassen. In Simmels Worten: „Es gehört zu den Funktionen des Geldes die ökonomische Bedeutung der Dinge, in der ihm eigenen Sprache nicht nur überhaupt darzustellen, sondern zu kondensieren.“ Damit Geld aber überhaupt ökonomische Werte repräsentieren kann, liegt daran, dass wir kollektiv davon ausgehen, dass es diese Werte überhaupt gibt und an dieser kollektiven Praxis ist Sprache wesentlich beteiligt.
Mehr noch als Simmel betont John Searle die konstitutive Funktion der Sprache bei der Generierung sozialer Tatsachen wie Geld. Searle unterscheidet zwei Arten von Tatsachen: Tatsachen, die von unserer sprachlichen Praxis unabhängig sind (englisch brute facts) und Tatsachen, die von ihr abhängig sind (englisch social facts). Um dem konventionell-sprachlichen Kontext Rechnung zu tragen, in dem social facts erst entstehen können, findet Searle die griffige Formel: “X counts as Y in C” (deutsch: „X gilt für Y in einem Kontext C.“) Am Beispiel des Geldes lässt sich Searles Formel veranschaulichen: Aus dem brute fact Papier oder Metall (X) wird für die Individuen einer sozialen Gruppe (Y) deshalb die soziale Tatsache Geld, da ihm in einem symbolisch-sprachlichen Kontext (C) eine bestimmte, nämlich ökonomische, Bedeutung gegeben wird.

## Kritik am Sprachlichen Idealismus
Auch Friedrich Nietzsches (1844–1900) Werk ist von einer sprachidealistischen Auffassung geprägt, die besonders in seiner pessimistischen Einstellung zum Wahrheitsbegriff zum Ausdruck kommt. Zwar kritisiert Nietzsche den Sprachlichen Idealismus scharf, ist jedoch auch kein Vertreter eines Sprachlichen Realismus. Seine Grundthese bezüglich des Verhältnisses von Sprache und Wirklichkeit geht dahin, dass mittels Sprache eine zweite Wirklichkeit geschaffen wird, die in keiner Referenzrelation zur gegenständlichen Wirklichkeit steht und selbst keinen Wahrheitsanspruch besitzt. Nietzsche zufolge ist das menschliche Leben in eine Welt des Werdens eingebettet, in der es sich nur erhalten kann, wenn es ihr eine Welt des Beständigen entgegensetzt, was mittels Sprache geschieht. In Die fröhliche Wissenschaft schreibt er dazu:

„Dies hat mir die größte Mühe gemacht und macht mir noch immerfort die größte Mühe: einzusehen, daß unsäglich mehr daran liegt, wie die Dinge heißen, als was sie sind. Der Ruf, Name und Anschein, die Geltung, das übliche Maß und Gewicht eines Dinges – im Ursprunge zu allermeist ein Irrtum und eine Willkürlichkeit, den Dingen übergeworfen wie ein Kleid und seinem Wesen und selbst seiner Haut ganz fremd - ist durch den Glauben daran und sein Fortwachsen von Geschlecht zu Geschlecht dem Dinge allmählich gleichsam an- und eingewachsen und zu seinem Leibe selber geworden; der Schein von Anbeginn wird zuletzt fast immer zum Wesen und wirkt als Wesen! Was wäre das für ein Narr, der da meinte, es genüge, auf diesen Ursprung und diese Nebelhülle des Wahns hinzuweisen, um die als wesenhaft geltende Welt, die sogenannte „Wirklichkeit“, zu vernichten! Nur als Schaffende können wir vernichten! - Aber vergessen wir auch dies nicht: es genügt, neue Namen und Schätzungen und Wahrscheinlichkeiten zu schaffen, um auf die Länge hin neue „Dinge“ zu schaffen.“

Da die Welt sich stets im Wandel befindet, mit der Sprache aber nur Statisches zum Ausdruck gebracht werden kann, entfernt das sprachliche Verhältnis zur Welt den Menschen auch von der Wahrheit. Nietzsches Schrift Über Wahrheit und Lüge im außermoralischen Sinne (1873) ist dieser Überzeugung gewidmet. Anhand einer Genealogie des Wahrheitsbegriffes führt Nietzsche hier eine Erkenntnis- und Sprachkritik aus: Sprache ist für Nietzsche ein soziales Phänomen, das als solches bestimmten Konventionen unterliegt. Eine Sprechergemeinschaft determiniert als Gemeinschaft die Bedeutung der Ausdrücke ihrer Sprache. Als ein Beispiel nennt Nietzsche die grammatischen Genera: So ist es völlig willkürlich, dass der Baum männlich oder die Pflanze weiblich ist. Mit den Konventionen der Sprache wird nach Nietzsche der Grundstein für einen konventionellen Wahrheitsbegriff gelegt, der vor allem in der Opposition von Wahrheit und Lüge seinen Ausdruck findet. Wer sich an das konventionelle Sprachverständnis einer Sprechergemeinschaft hält, sagt die Wahrheit. Wer hingegen die Konventionen nicht einhält, der lügt. Da mit Sprache aber nie die Wirklichkeit in ihrer eigentlichen Form, nämlich als Werden, zum Ausdruck gebracht wird, ist Wahrheit für Nietzsche „ein bewegliches Heer von Metaphern, Metonymien, Anthropomorphismen, kurz eine Summe von menschlichen Relationen, die, poetisch und rhetorisch gesteigert, geschmückt wurden, und die nach langem Gebrauch einem Volke fest, kanonisch und verbindlich dünken: die Wahrheiten sind Illusionen, von denen man vergessen hat, daß sie welche sind.“ Nach Nietzsche geht daher mit dem konventionellen Sprachgebrauch eine gesellschaftliche Verpflichtung zum Lügen einher, d. h. über die Wirklichkeit als eine beständige Wirklichkeit zu sprechen. In Nietzsches Worten: „wahrhaft zu sein, das heißt die usuellen Metaphern zu brauchen, also moralisch ausgedrückt: […] nach einer festen Konvention zu lügen.“